# マイケル・パオ
マイケル・シンピン・パオ（英語: Michael Sinpin Pao, 1973年1月27日 - ）は、アメリカ合衆国出身のサッカー選手。ポジションはフォワード、ミッドフィルダー。
中国系アメリカ人である。サウスカロライナ州リバーサイド高校、テネシー州ヴァンダービルト大学を卒業。
1995年に当時北信越フットボールリーグだったアルビレックス新潟（旧アルビレオ新潟FC）に入団した。
JFL昇格後は主にフォワードとしてプレー、JFLのチーム初得点は彼のヘディングシュートであった。
1998年に新潟退団後は帰国している。
その後、1999年にメジャーリーグサッカーのコロンバス・クルーからリーガ・インドネシア・プレミア・ディヴィジョン（インドネシア・スーパーリーグ発足前のため1部）のPersijatim（スリウィジャヤFCの前身の一つ）に移籍、同年は第2ステージまで進出、得点も挙げたがチームは敗退している。その後、同リーグのPersikabo Kabupaten Bogor（ペルシカボ1973の前身の一つ）に移籍してプレーした。Persikabo Kabupaten Bogorは2001年の結果2部に降格となったが、その年2得点をあげている。

## 個人成績
| 国内大会個人成績 | 国内大会個人成績 | 国内大会個人成績 | 国内大会個人成績 | 国内大会個人成績 | 国内大会個人成績 | 国内大会個人成績 | 国内大会個人成績 | 国内大会個人成績 | 国内大会個人成績 | 国内大会個人成績 | 国内大会個人成績 |
| 年度             | クラブ           | 背番号           | リーグ           | リーグ戦         | リーグ戦         | リーグ杯         | リーグ杯         | オープン杯       | オープン杯       | 期間通算         | 期間通算         |
| 年度             | クラブ           | 背番号           | リーグ           | 出場             | 得点             | 出場             | 得点             | 出場             | 得点             | 出場             | 得点             |
| 日本             | 日本             | 日本             | 日本             | リーグ戦         | リーグ戦         | リーグ杯         | リーグ杯         | 天皇杯           | 天皇杯           | 期間通算         | 期間通算         |
| ---------------- | ---------------- | ---------------- | ---------------- | ---------------- | ---------------- | ---------------- | ---------------- | ---------------- | ---------------- | ---------------- | ---------------- |
| 1995             | 新潟             | 7                | 北信越           |                  |                  | -                | -                |                  |                  |                  |                  |
| 1996             | 新潟             | 7                | 北信越           | 9                | 5                | -                | -                | 1                | 1                |                  |                  |
| 1997             | 新潟             | 7                | 北信越           | 5                | 2                | -                | -                | 2                | 2                |                  |                  |
| 1998             | 新潟             | 7                | 旧JFL            | 27               | 7                | -                | -                | 3                | 1                |                  |                  |